# Min bror, mit hjem
Min bror, mit hjem er en dansk dokumentarfilm fra 2021 instrueret af Kathrine Ravn Kruse.

## Handling
I 9 år har de afghanske flygtningebrødre Popal og Darmal været adskilt fra hinanden – nu er de på mirakuløs vis blevet genforenet i Danmark. Men de to brødre står vidt forskellige steder i livet. Popal er en fighter med masser af drømme for fremtiden. Darmal derimod er lige kommet til landet og er tung om hjertet og usikker på sin fremtid. Da Darmal får afslag på sin asylansøgning, står Popal til at miste sin bror endnu engang. Med et kærligt præstepar og en engageret menneskerettighedsadvokat som nærmeste allierede sætter den handlekraftige Popal alle sejl til for at holde Darmals humør oppe. Filmen er historien om en brors kamp for ikke at miste sin lillebror igen.